# ジュリアン・アレドンド
- フリアン・アレドンド

フリアン・アレドンド（Julián Arredondo、1988年7月30日- ）は、コロンビア出身の自転車競技選手。トレック・ファクトリー・レーシングに所属。かつては日本のコンチネンタルチームチームNIPPO-デローザに所属していた。2013年にアジア最高峰のステージレース、ツール・ド・ランカウイで個人総合優勝、2014年にジロ・デ・イタリアで山岳賞を獲得。

## 経歴

### 2006年
- コロンビア選手権　ジュニア優勝

### 2008年
- この年、19歳でイタリアのアマチームに加入。

### 2010年
- ベビージロで区間2位に代表されるように、厳しいレースの中で上位入賞を重ねた。
- オーストラリアのジーロングで行われたの世界選手権のU23部門で72位。
- グラン・プレミオ・フォリニャーノ 1位

### 2012年
- 世界選手権での動きに目を止めた日本のプロチーム、チームNIPPOの大門宏監督がチームに招き、プロデビューを果たす。

- ツアー・オブ・ジャパン　山岳賞、区間優勝（第3）、総合2位
- ツール・ド・熊野 山岳賞、総合2位
- ジャパンカップ 4位

### 2013年
- ツール・ド・ランカウイ　総合優勝、区間優勝（第5）
- ツアー・オブ・ジャパン　新人賞、総合2位
- ツール・ド・熊野 総合優勝、区間優勝（第2）、山岳賞
- ジロ・デッラッペンニーノ 10位
- コッパ・アゴストーニ 15位
- ジャパンカップ 4位
- UCIアジアツアーの選手ランキングで年間首位に輝く。

### 2014年
- UCIプロチームであるトレック・ファクトリー・レーシングに移籍。
- ツール・ド・サンルイス　区間優勝（第2、第6）、総合4位
- ティレーノ〜アドリアティコ　総合5位
- ジロ・デ・イタリア
  - 区間1勝（第18S）
  - 山岳賞（マリア・アッズーラ）